# Gutach im Breisgau
Gutach im Breisgau ist eine Gemeinde im Elztal im Landkreis Emmendingen, Baden-Württemberg. Sie liegt am Übergang des Breisgaus zum Schwarzwald rund 20 Kilometer nordöstlich von Freiburg im Breisgau.

## Geografie

### Geografische Lage

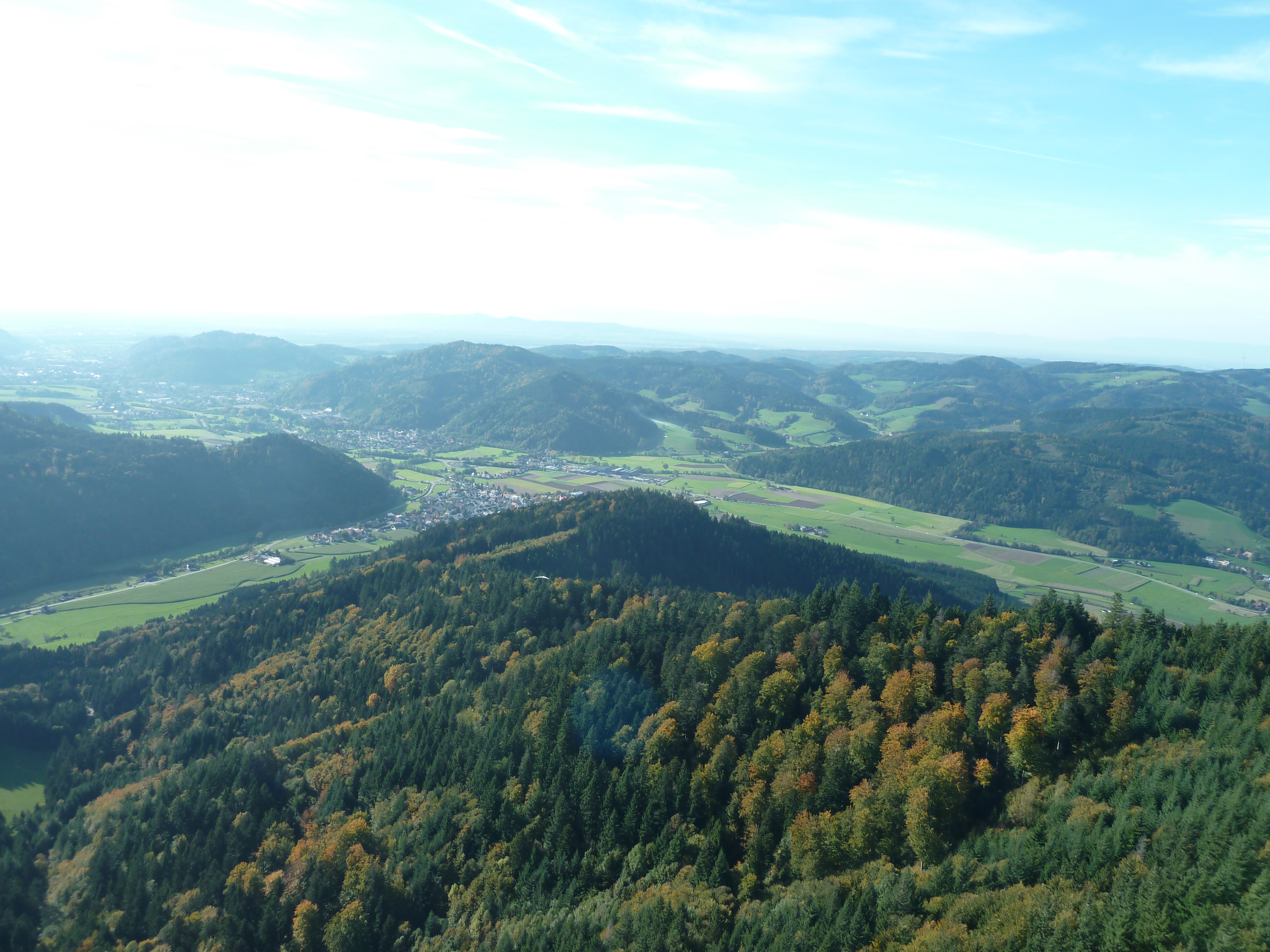
Gutach im unteren Elztal (hinten), bei Bleibach mündet von links die Wilde Gutach

Gutach liegt im Bereich einer Talspinne der Elz, eines rechten Nebenflusses des Rheins. Diesem entlang einer bedeutenden Verwerfungslinie geradlinig nach Südwesten fließenden Hauptgewässer der Gemeinde läuft von Südosten die Wilde Gutach zu und aus dem Nordnordwesten der kleinere Siegelbach. Das Gemeindegebiet erstreckt sich sichelförmig von seiner Ostspitze auf dem Gipfel des Hörnlebergs (906,2 m ü. NHN) über die genannte Talspinne mit dem nördlichsten Ausläufer des Kandel, vor allem das Siegelbachtal bis hin zu weiter nördlich gelegenen Oberläufen zweier Elz-Nebenbäche. Der höchste Punkt ist der Gipfel des Hörnlebergs, der mit etwas unter 280 m ü. NN tiefste liegt dort, wo die Grenze nach Waldkirch die Elz quert. Die größten Orte sind der namengebende Hauptort im weiten unteren Elztal und Bleibach an der Mündung der Wilden Gutach, der kleinste der drei dörflichen Siedlungskerne ist Siegelau im Siegelbachtal. Daneben gibt es, vor allem im Talsystem des Siegelbachs, etliche weitere Weiler, Zinken, Siedlungsplätze und Einzelhöfe.

### Nachbargemeinden

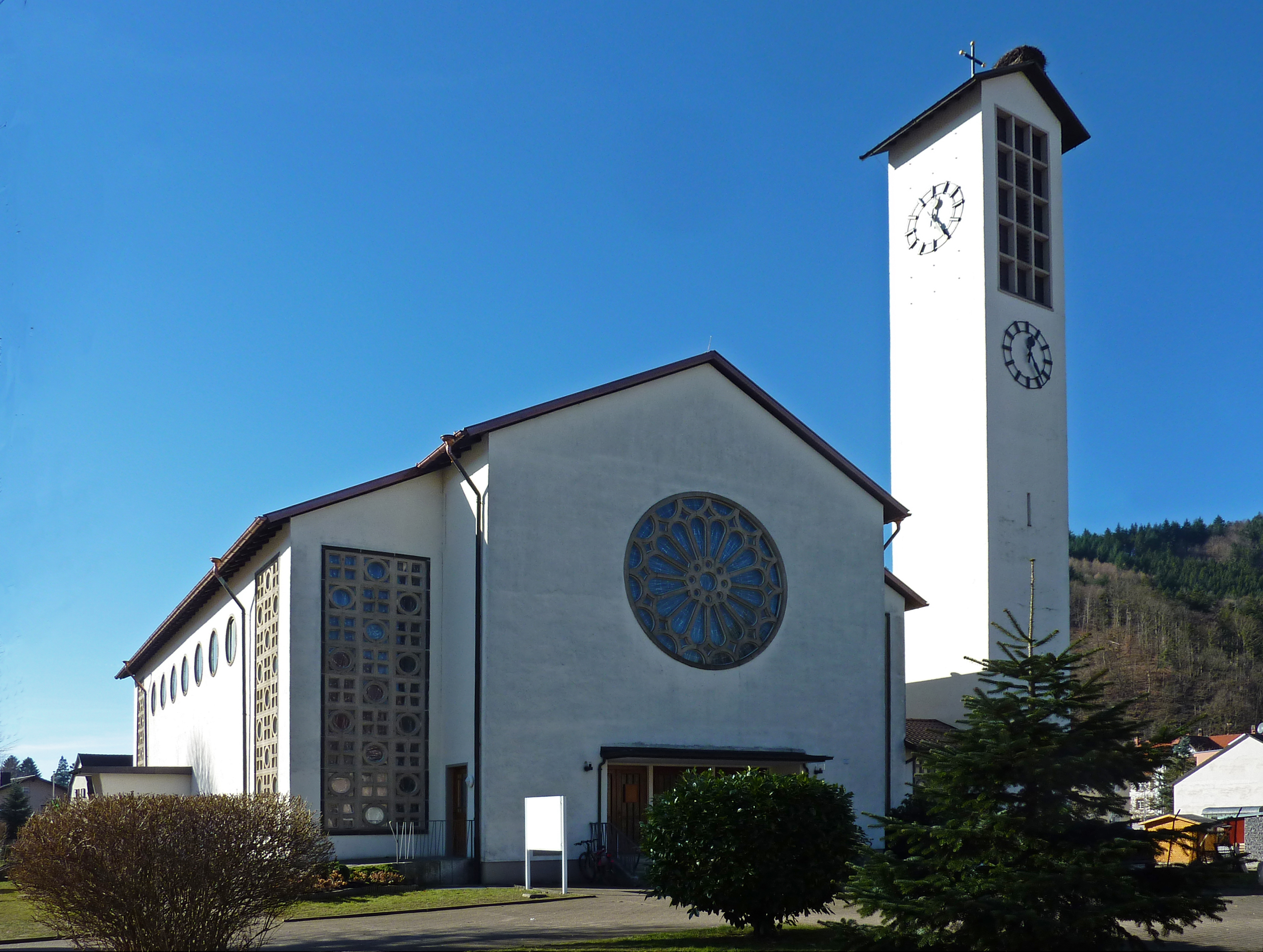
Katholische Kirche St. Michael

Die unmittelbar angrenzenden Gemeinden sind elzabwärts und im Südwesten Waldkirch mit seinen Ortsteilen Siensbach und Kollnau, im Westen Freiamt, im Norden Biederbach, im Nordosten Elzach, elzaufwärts und im Nordosten Winden im Elztal sowie im Südosten Simonswald.

### Gemeindegliederung
Die Gemeinde Gutach im Breisgau ist in die Ortsteile Bleibach, Gutach und Siegelau gegliedert. Die Ortsteile sind räumlich identisch mit den früheren Gemeinden gleichen Namens.
- Zur Teilgemarkung Bleibach gehören der obere Abschnitt des Elztals in der Gemeinde und die beidseitigen Randhöhen, links weit bis hinauf auf den Hörnleberg. In ihm liegen das Dorf Bleibach, der Weiler Kregelbach und der eine Teil des Weilers Stollen sowie die Wohnplätze Berghaus und Bergwerk.

- Zur Teilgemarkung Gutach, der südwestlich davon anschließt und den unteren Abschnitt des Elztals in der Gemeinde umfasst, gehören das Dorf Gutach im Breisgau, der Weiler Ottensteg, der andere Teil des Weilers Stollen und das Gehöft Riedern.

- In der bei weitem flächengrößten Teilortgemarkung Siegelau finden sich das Dorf Siegelau, die Weiler Mußbach, die Zinken Dobel, Gescheid, Obertal und Untertal, die Höfe Eckleberg und Zinken und der Wohnplatz Schwarzenberg – diese alle im Einzugsgebiet des Siegelbachs – sowie der Weiler Oberspitzenbach im Obertal des Spitzenbachs, der direkt und oberhalb des Gemeindegebietes in die Elz mündet.

Auf der Gutacher Teilortgemarkung liegt wohl auch die Wüstung Glashof, auf die ein Flurname hindeutet.

## Geschichte
Der Ortsteil Bleibach wurde erstmals im Jahr 1178 in einer päpstlichen Bulle Alexanders II. als Besitztum des Klosters St. Margarethen in Waldkirch als Plidach erwähnt. Von einer Kirche in Bleibach war erstmals 1350 als Filiale der Pfarrei St. Peter in Waldkirch die Rede.
Siegelau wurde erstmals 1251 als Sigilnowe urkundlich erwähnt. Im Jahr 1360 wurde dann von einer Kirche im Ort berichtet.

Die erstmalige urkundliche Erwähnung Gutachs findet sich im Jahr 1309 in einem topografischen Wörterbuch als Guota. 1316 kam Gutach zusammen mit Bleibach in den Besitz der Schwarzenberger auf der Kastelburg, Siegelau zu jenen auf der Schwarzenburg. Von einer Kapelle in Gutach wurde erst 1699 berichtet.

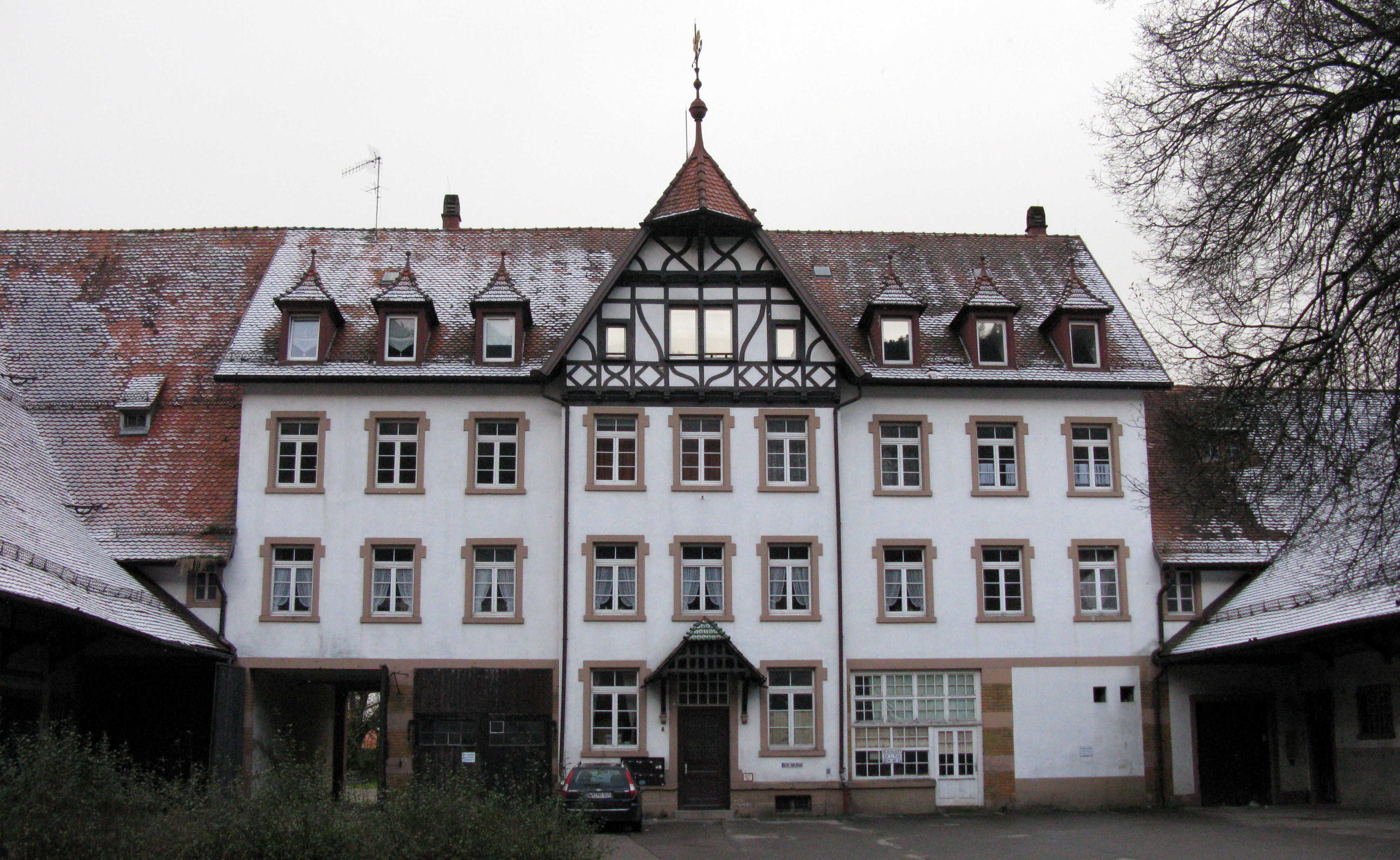
Alter Gutshof Gütermann

Im 16. Jahrhundert wurden die Gemeinden Gutach, Bleibach und Siegelau vorderösterreichisch. Sie gehörten zur Landgrafschaft Breisgau, bis sie 1805 dem Großherzogtum Baden zugeschlagen wurden.
Ab Mitte des 19. Jahrhunderts ist die Geschichte Gutachs wesentlich durch die Ansiedlung der Nähseidenfabrik Gütermann geprägt, die dem Ort zu Wohlstand verhalf.
Den Namenszusatz „im Breisgau“ führt Gutach seit dem 27. Juni 1961. Die heutige Gemeinde wurde am 1. Januar 1974 durch Vereinigung der Gemeinden Gutach im Breisgau, Bleibach und Siegelau neu gebildet.

## Politik

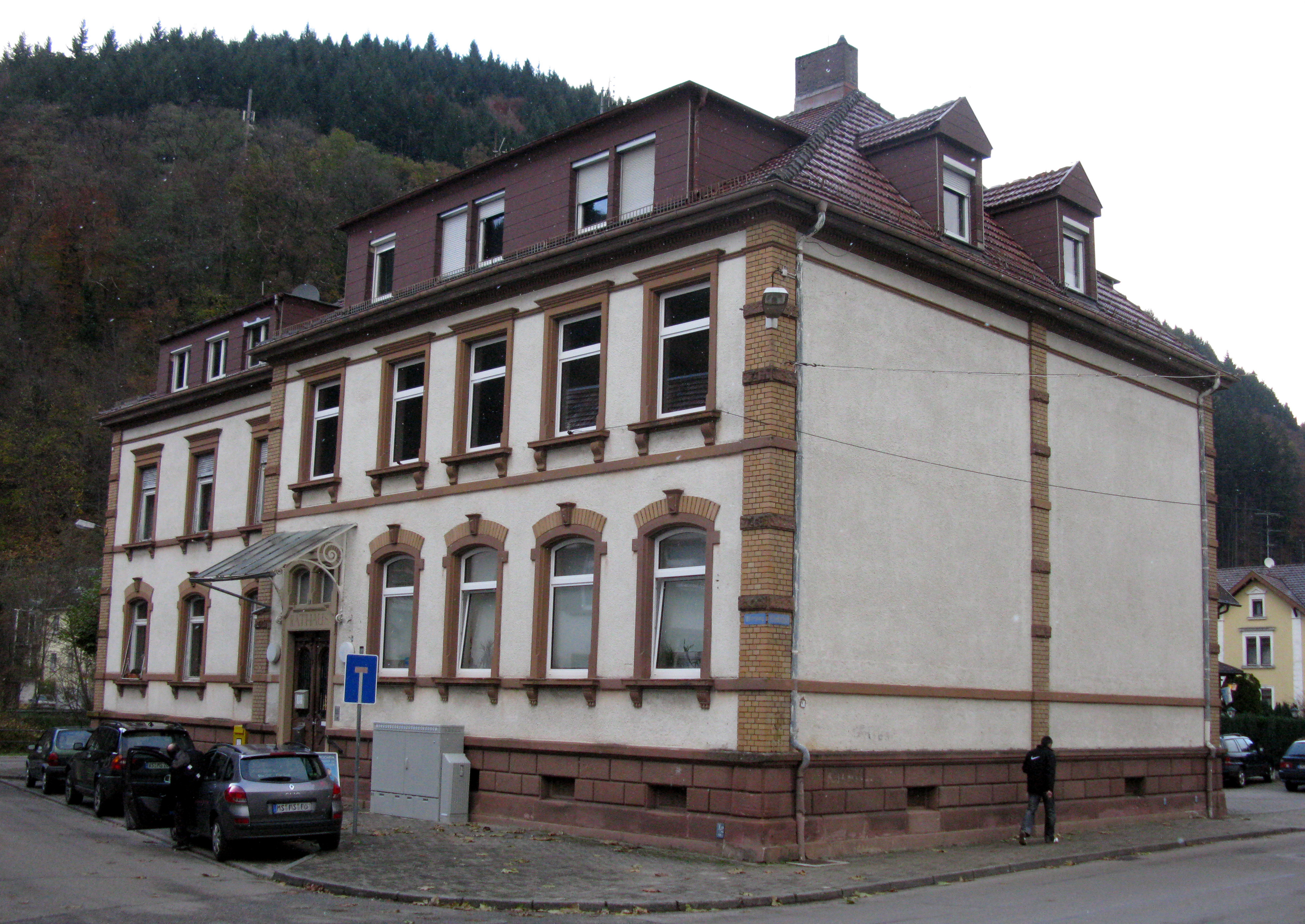
Ehemaliges Rathaus der Gemeinde Gutach im Breisgau

Bis zu den Kommunalwahlen in Baden-Württemberg 1999 galt die unechte Teilortswahl; die Ortsteile bildeten zugleich Wohnbezirke im Sinne der baden-württembergischen Gemeindeordnung.

### Gemeinderat
Die Kommunalwahl am 9. Juni 2024 führte zu folgendem Ergebnis (mit Vergleichszahlen voriger Wahlen):
| Partei / Liste    | Stimmenanteil | Sitze  |        | Ergebnis 2019 | Sitze |
| CDU               | 30,9 %        | 4      | 29,9 % | 4             |       |
| Freie Wähler      | 39,4 %        | 6      | 41,1 % | 6             |       |
| Ökologische Liste | 29,7 %        | 4      | 29,0 % | 4             |       |
| Wahlbeteiligung   | 65,4 %        | 65,4 % | 70,3 % | 70,3 %        |       |

### Bürgermeister
Sebastian Rötzer ist seit dem 10. Mai 2022 Bürgermeister von Gutach im Breisgau. Er wurde am 20. März 2022 mit 77,7 Prozent der Stimmen zum Bürgermeister gewählt. Er folgte Urban Singler nach, der von 2006 bis 2022 amtierte. Im März 2014 wurde er für eine zweite Amtszeit wiedergewählt. Bei der Bürgermeisterwahl 2022 trat er nicht erneut an.

### Städtepartnerschaften
- Seit 1997 besteht eine offizielle Partnerschaft zwischen Elzach, Gutach, Simonswald und Waldkirch mit dem englischen Worthing in Sussex.
- Am 13. Juni 2002 wurde die innerdeutsche Partnerschaft mit dem sächsischen Ort Grumbach im Erzgebirgskreis besiegelt.

## Wirtschaft und Infrastruktur

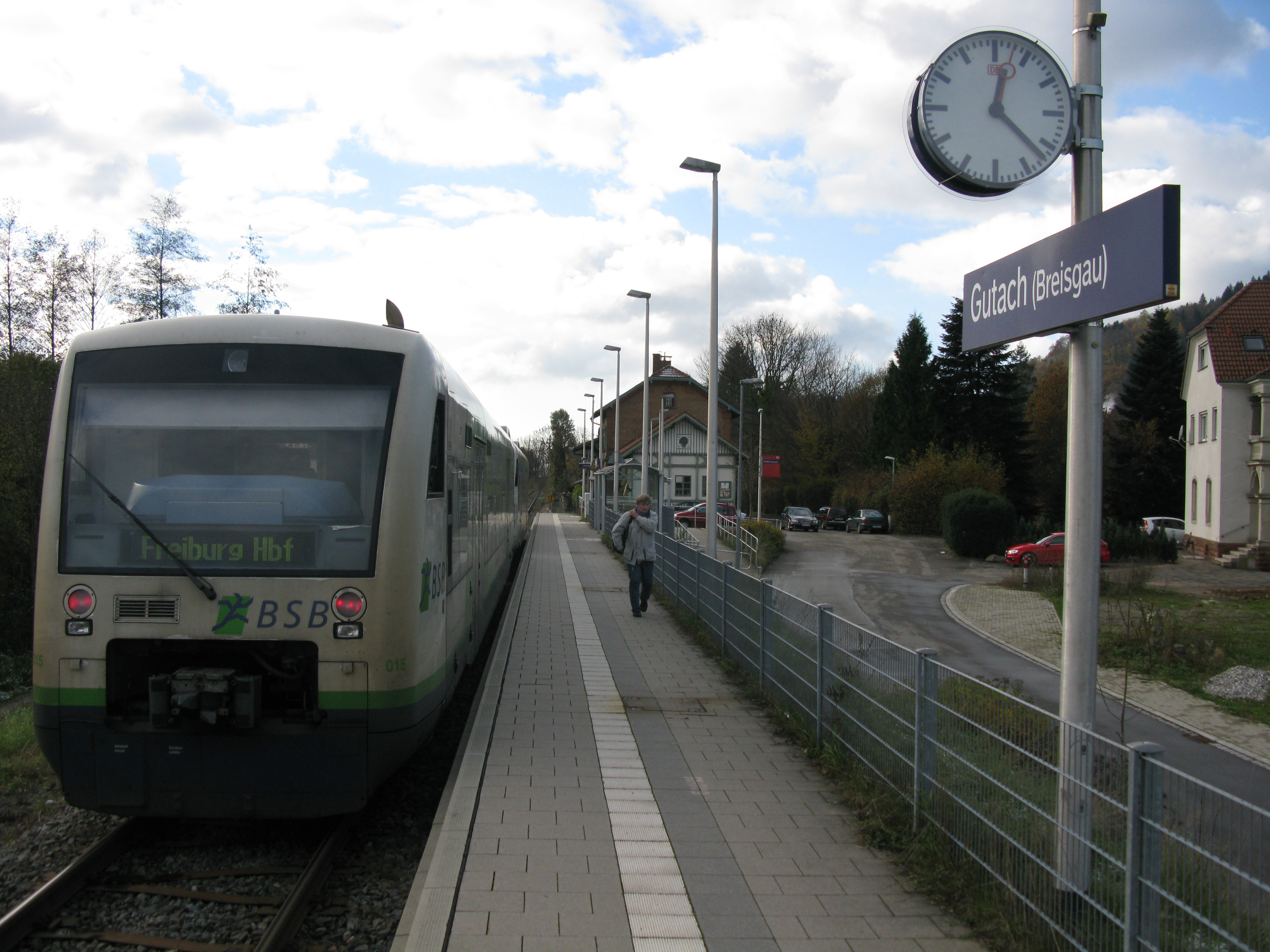
Bahnhof Gutach

Neben mittelständischen Industrieunternehmen und dem Tourismus mit Gastronomie ist die Landwirtschaft bedeutendster Wirtschaftsfaktor. Insbesondere der Ortsteil Siegelau mit seinen Weilern Oberspitzenbach, Schwarzenberg, Eckleberg, Gscheid, Obertal, Untertal, Dobel und Mußbach ist bäuerlich-dörflich geprägt.

### Verkehr

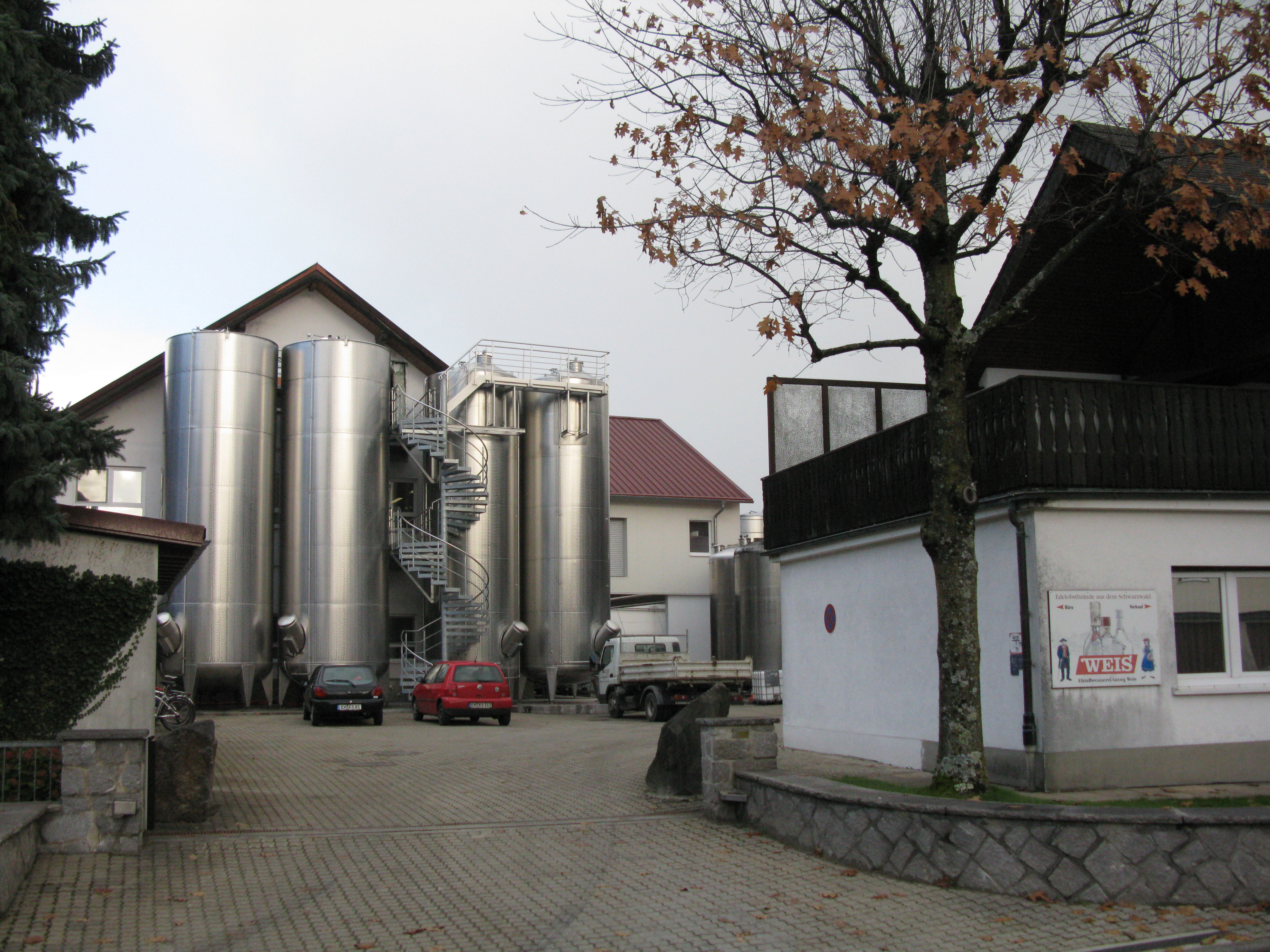
Elztalbrennerei Weis

Die Elztalbahn (Elzach–Freiburg im Breisgau), auf der die SWEG die Bahnhöfe Gutach und Bleibach bedient, und mehrere Linien des Südbadenbus binden Gutach an den öffentlichen Nahverkehr an. Außerdem bedient von Freiburg aus eine Nachtbuslinie alle Orte an der Elztalbahn.
Durch eine Alltagsroute aus dem Radnetz Baden-Württemberg ist Gutach mit Waldkirch und über Winden im Elztal mit Elzach verbunden. Es fehlt noch die Weiterführung ("Zielnetz") nach Haslach im Kinzigtal.
Der Europäische Radwanderweg von Villé im Elsass in die Partnerstadt Elzach verbindet die Nachbargemeinde Winden mit den Ortsteilen Gutach und Bleibach und führt weiter in die Nachbarstadt Waldkirch. In Waldkirch besteht Anschluss an den Radschnellweg nach Freiburg.

Die Gemeinde ist über die Bundesstraße 294 (Bretten–Gundelfingen) an das Oberzentrum Freiburg im Breisgau (21 km bis zur Stadtmitte) angebunden. Die Bundesautobahn 5 (Basel–Karlsruhe) ist ortsdurchfahrtsfrei in 20 km zu erreichen.

### Ansässige Unternehmen
- Gütermann ist einer der größten Hersteller von Nähfäden und Garn. Mit über 350 Beschäftigten in Gutach ist der Betrieb einer der größten im Elztal.
- Die Elztalbrennerei Georg Weis ist einer der größten Hersteller von Branntwein in Deutschland.
- Die Wasserkraft Volk AG zählt zu den weltweit führenden Herstellern von kleinen und mittleren Wasserkraftanlagen.

### Tourismus und Freizeit

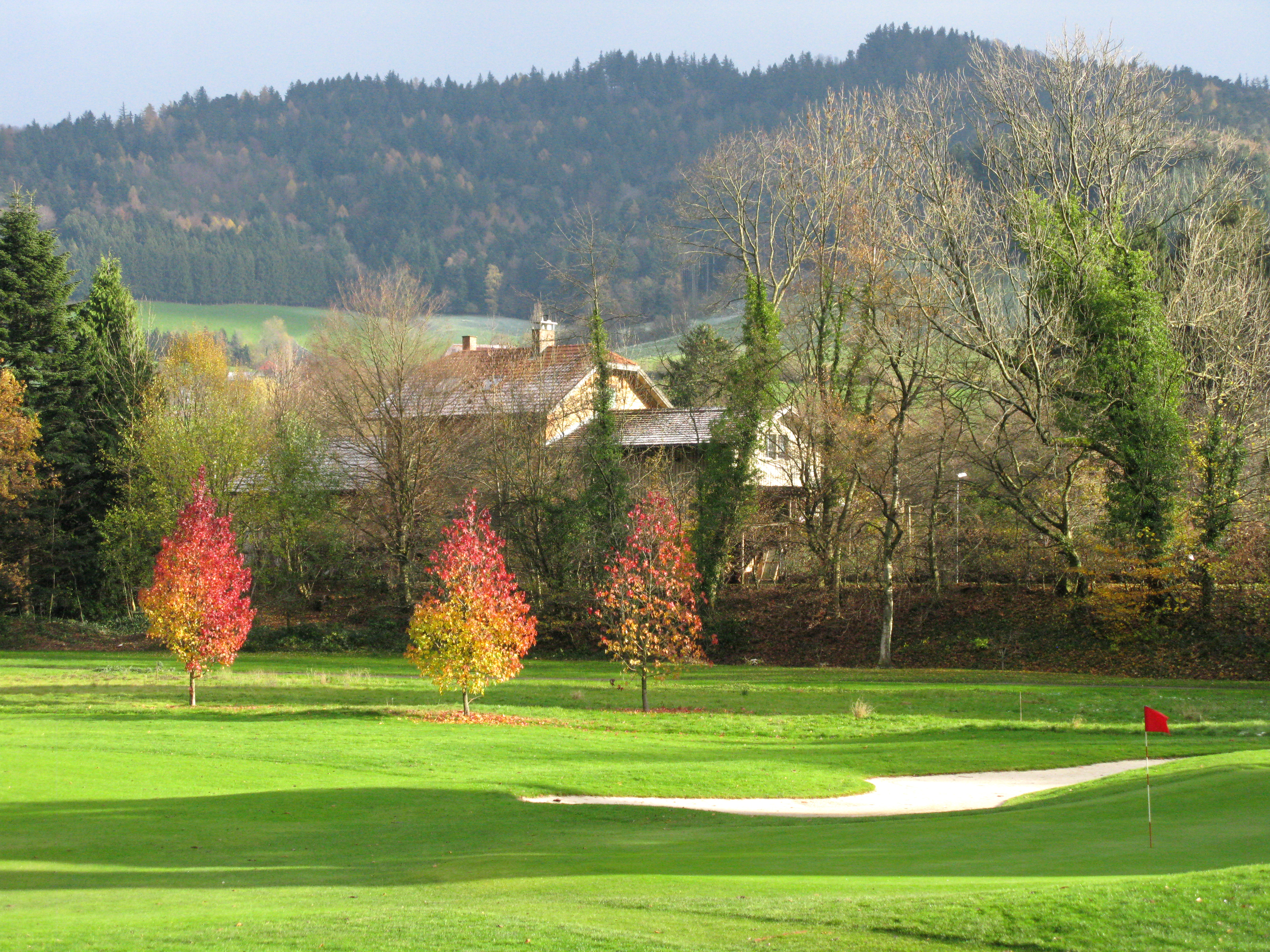
Golfplatz Gütermann

Gutach liegt im Naturpark Südschwarzwald, dem größten Naturpark Deutschlands. Die Ortsteile Siegelau, Oberspitzenbach sowie das als staatlicher Erholungsort anerkannte Bleibach sind beliebte Wanderziele bei Touren durch den Naturpark.
Gutach ist Mitglied im Tourismusverband ZweiTälerLand, der sich um die touristische Vermarktung der Gemeinden des Elztales und des Simonswälder Tales bemüht. Dafür wurde am 1. Januar 2000 die Elztal & Simonswäldertal Tourismus GmbH & Co. KG gegründet. Gesellschafter sind neben Gutach fünf weitere Gemeinden, die entsprechend ihrer Einwohner- und Übernachtungszahlen die Gesellschaft finanzieren.
Der drei Kilometer lange Walderlebnispfad am Hörnleberg im Ortsteil Bleibach ist eine Mischung aus Lehrpfad und „Ökorallye“, der auf spielerische Weise über alle Sinne Wissen über das Ökosystem Wald vermitteln soll.
Der Golfclub Gütermann Gutach, ein Schwimmbad mit Beach-Volleyball-Feld, ein Bouleplatz sowie ein Sportplatz ergänzen das Freizeitprogramm.

### Bildung
In Gutach besteht eine Grundschule mit ehemals Werkrealschule. Außerdem gibt es im Ortsteil Bleibach ebenfalls eine Grundschule. Für Kinder mit Lernschwierigkeiten ist die Elztal-Schule in Bleibach als Förderschule zuständig.

## Kultur und Sehenswürdigkeiten

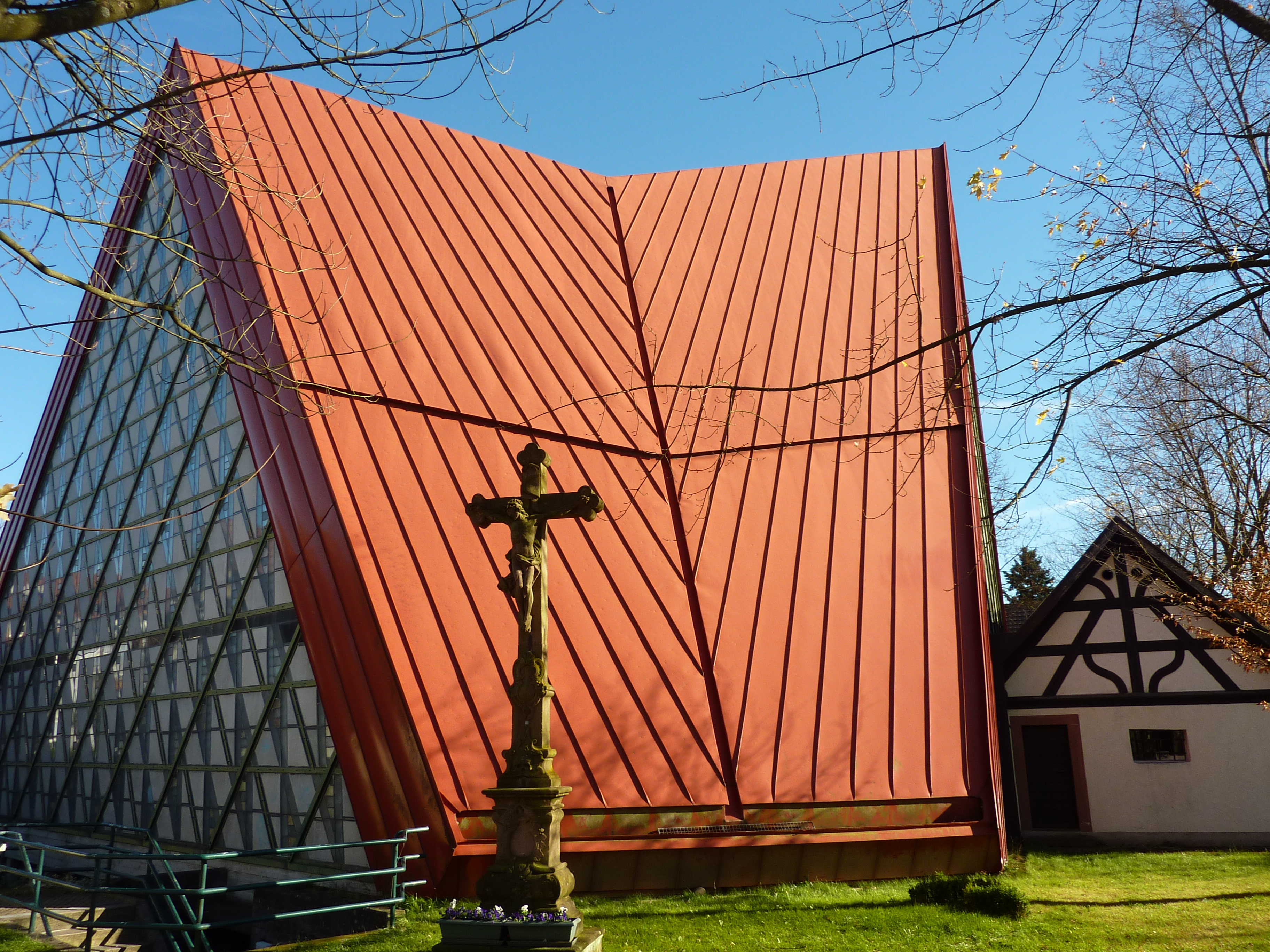
Kirche St. Georg in Bleibach

### Bauwerke
Die Kirche St. Georg in Bleibach ist – nicht nur – für kunsthistorisch Interessierte sehenswert. Der eigenwillige Bau vereinigt fünf Stil- und Bauepochen vom späten Mittelalter bis in die Moderne, die der Kirche mit dem letzten Umbau 1978 ein ganz neues Gesicht gegeben haben. Durch die Kirche gelangt man in das im süddeutschen Raum seltene Beinhaus mit dem noch vollständig erhaltenen Bleibacher Totentanz aus dem Jahre 1723, dem u. a. der Basler Totentanz als Vorbild gedient hat.
Auf dem Friedhof befindet sich das zum Teil in Betonwerkstein erstellte achteckige Kolumbarium der Familie Gütermann. In ihr sind unter anderem Horst und Alex Gütermann bestattet.

## Persönlichkeiten

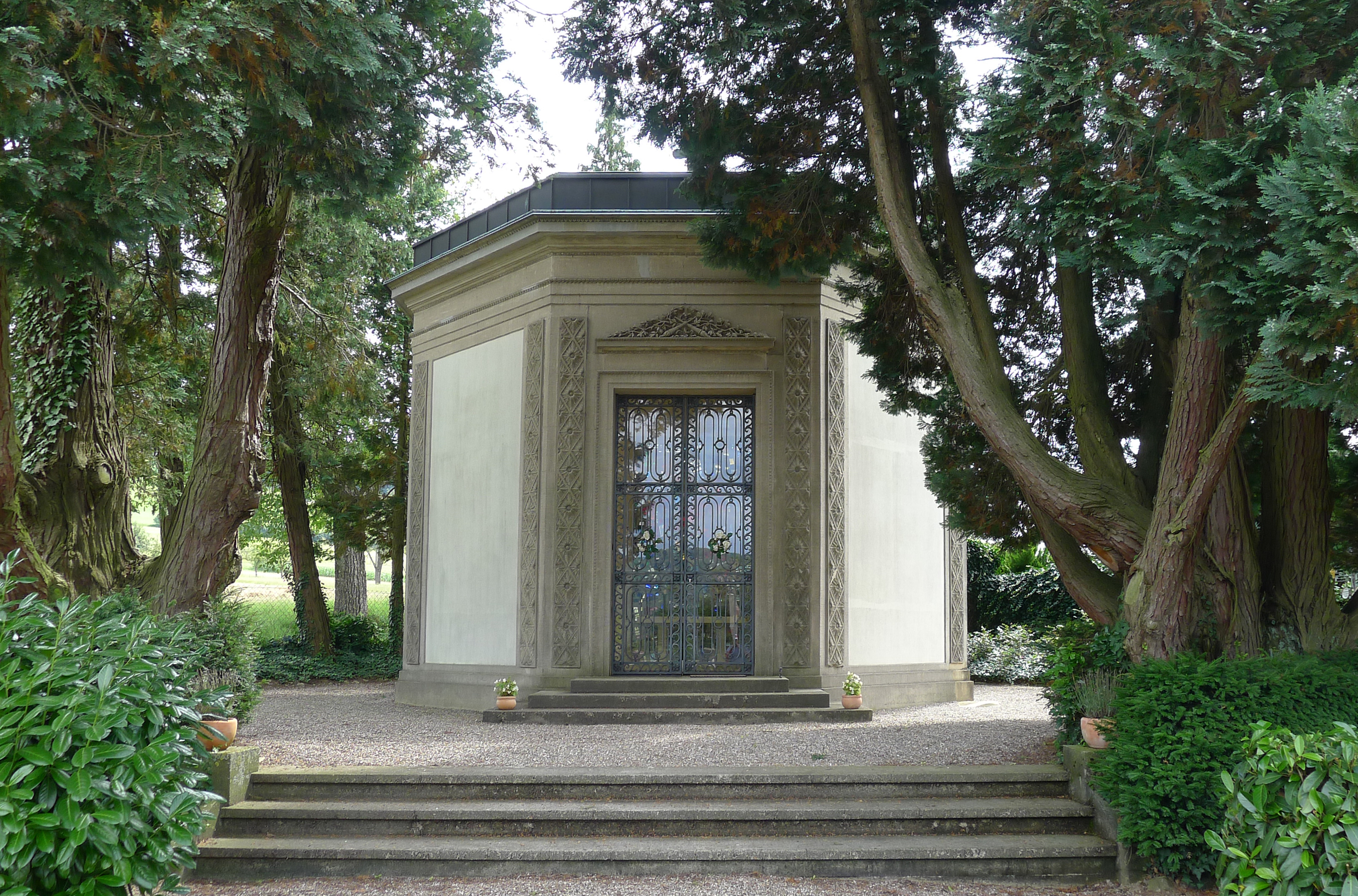
Kolumbarium Gütermann

### Ehrenbürger
- Horst Gütermann, 2002
- Alex P. Gütermann, 2002[14]

### Söhne und Töchter der Gemeinde
- Mathias Föhrenbach (1766–1841), Jurist und Politiker; geboren in Siegelau
- Gustav Fimpel (1895–1965), Politiker (SPD), Landtagsabgeordneter
- Anton Joos (1900–1999), kommunistischer Funktionär und SED-Kader

### Persönlichkeiten, die mit der Gemeinde in Verbindung stehen
- Max Gütermann (1828–1895), Industrieller und Gründer der Nähseidenfabrik Gütermann